# Ostružno (okres Jičín)
Ostružno je obec v okrese Jičín v Královéhradeckém kraji. Žije v ní 101 obyvatel.

## Historie
První písemná zmínka o obci pochází z roku 1227.

## Obyvatelstvo
| Rok            | 1869 | 1880 | 1890 | 1900 | 1910 | 1921 | 1930 | 1950 | 1961 | 1970 | 1980 | 1991 | 2001 | 2011 | 2021 |
| -------------- | ---- | ---- | ---- | ---- | ---- | ---- | ---- | ---- | ---- | ---- | ---- | ---- | ---- | ---- | ---- |
| Počet obyvatel | 322  | 273  | 277  | 294  | 274  | 229  | 233  | 164  | 128  | 113  | 107  | 99   | 77   | 85   | 103  |
| Počet domů     | 44   | 42   | 42   | 44   | 52   | 50   | 50   | 49   | 41   | 36   | 32   | 41   | 44   | 43   | 43   |

## Obecní správa
Mezi lety 1850–1985 bylo Ostružno obcí v okrese Jičín. Od 1. července 1985 do 23. listopadu 1990 patřilo jako část městyse k Podhradí a od 24. listopadu 1990 je opět samostatnou obcí.

## Pamětihodnosti
- Barokní kostel Povýšení svatého Kříže – se stavbou bylo započato v roce 1772, dokončena o osm let později, v roce 1780. Byl postaven dle plánů stavitele Františka Hegera. Stropní výzdoba je od Josefa Redelmayera, fresky znázorňují legendu o Svatém kříži. Kostel patří mezi nejvýznamnější a nejrozsáhlejší stavby pozdního baroka na Jičínsku
- U kostela Povýšení svatého Kříže se nalézá Mariánský sloup se sochou Panny Marie Immaculaty
- Kaple Nejsvětější Trojice – s trojúhelníkovým půdorysem, leží na západ od vesnice poblíž rekreačního střediska Sklář
- Kaple svaté Anny na kopci severozápadně od vsi – pochází z roku 1670
- Kaple Andělíček – kaple se šestibokým půdorysem
- Pískovcový kříž – na jihovýchodním okraji obce u silnice do obce Hlásná Lhota
- Loreta
- Přírodní památka Ostruženské rybníky
- Přírodní památka Rybník Jíkavec
- Bývalý lovecký zámeček

## Galerie

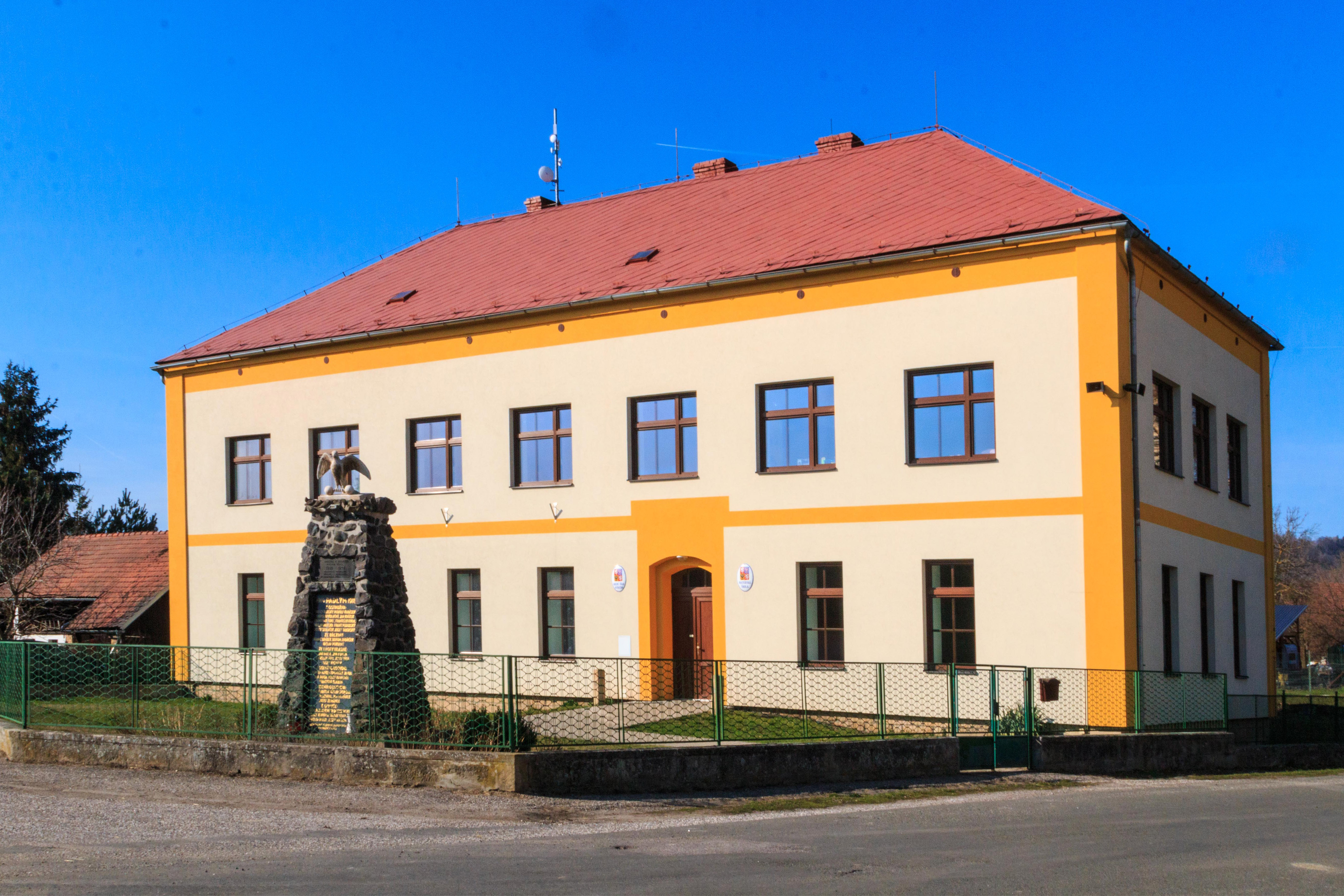
Obecní úřad
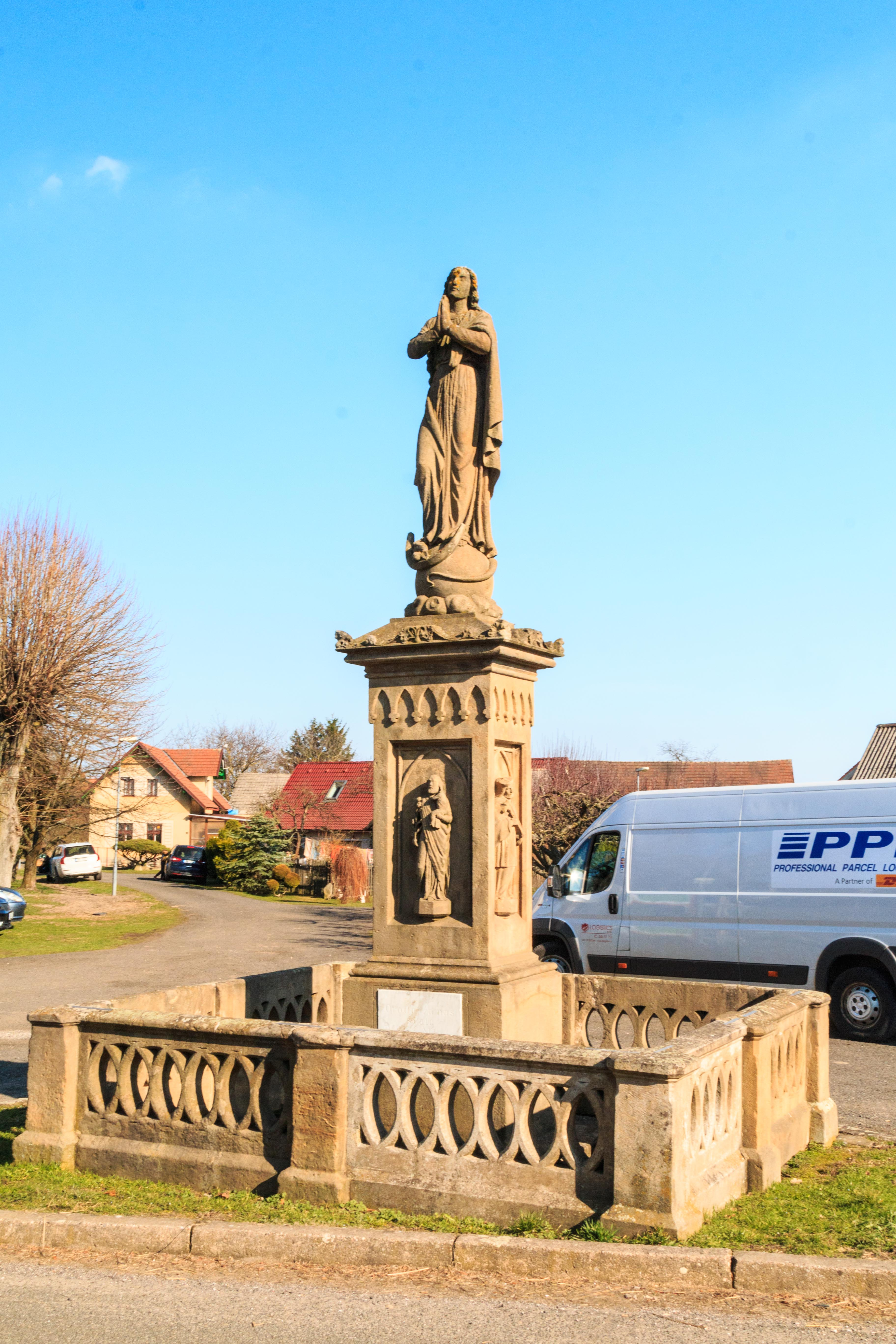
Sloup se sochou Panny Marie
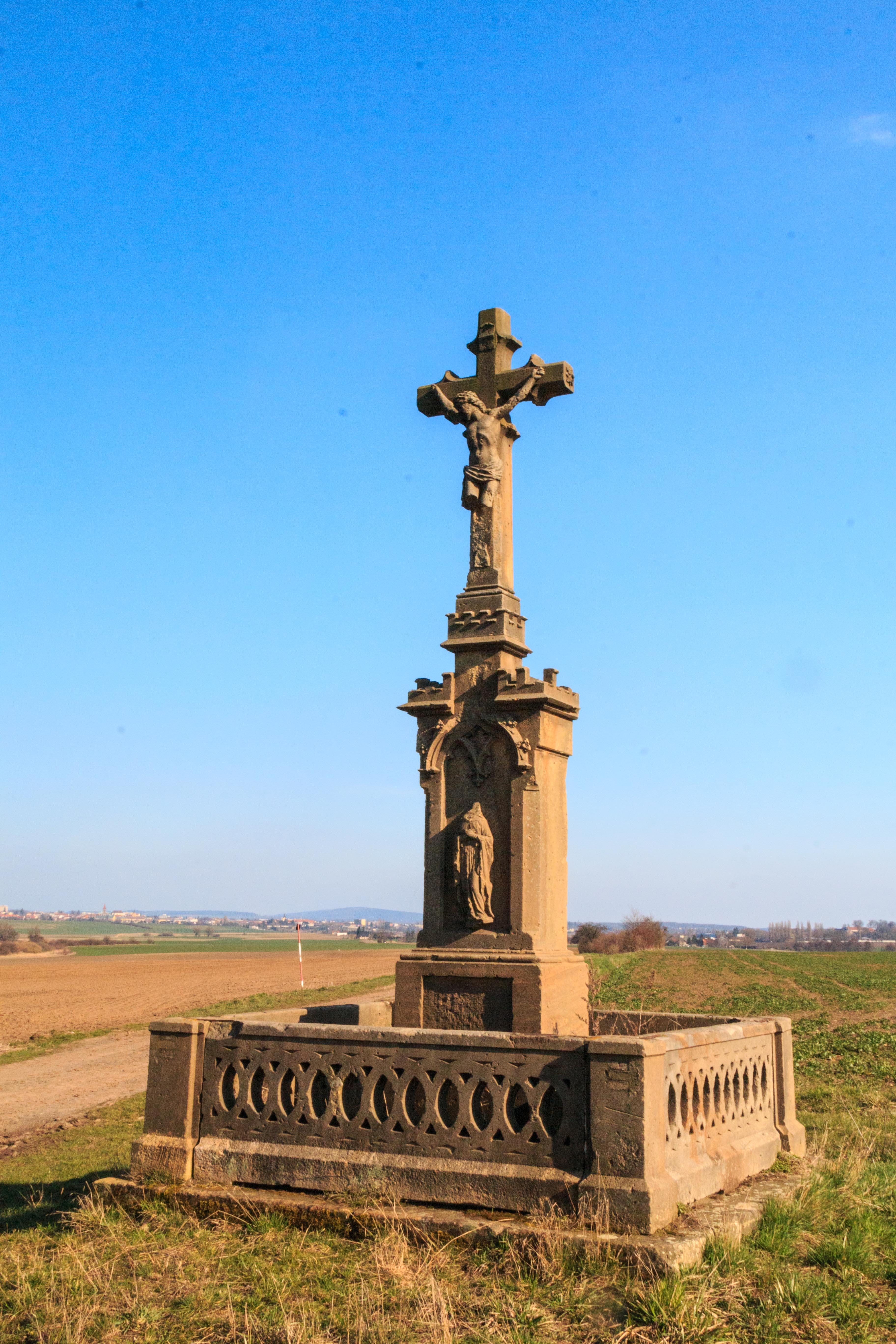
Kříž u Ostružna
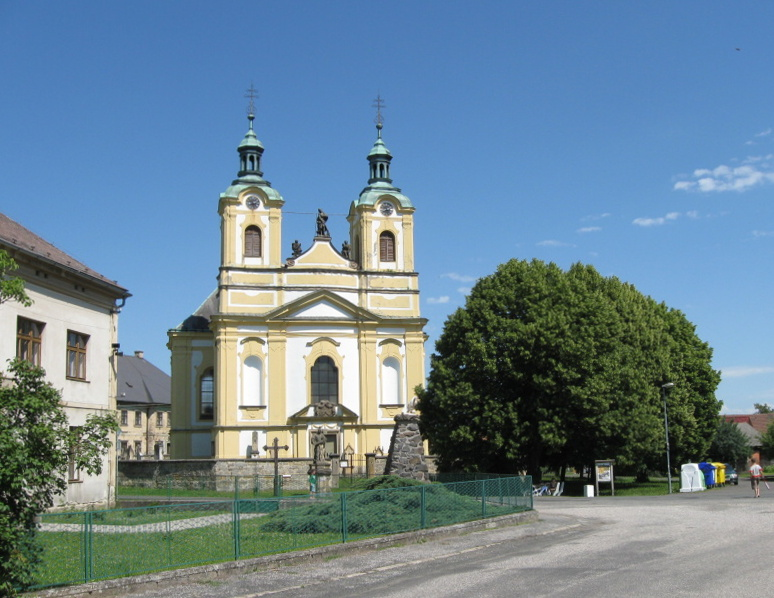
Kostel Povýšení sv. Kříže od západu
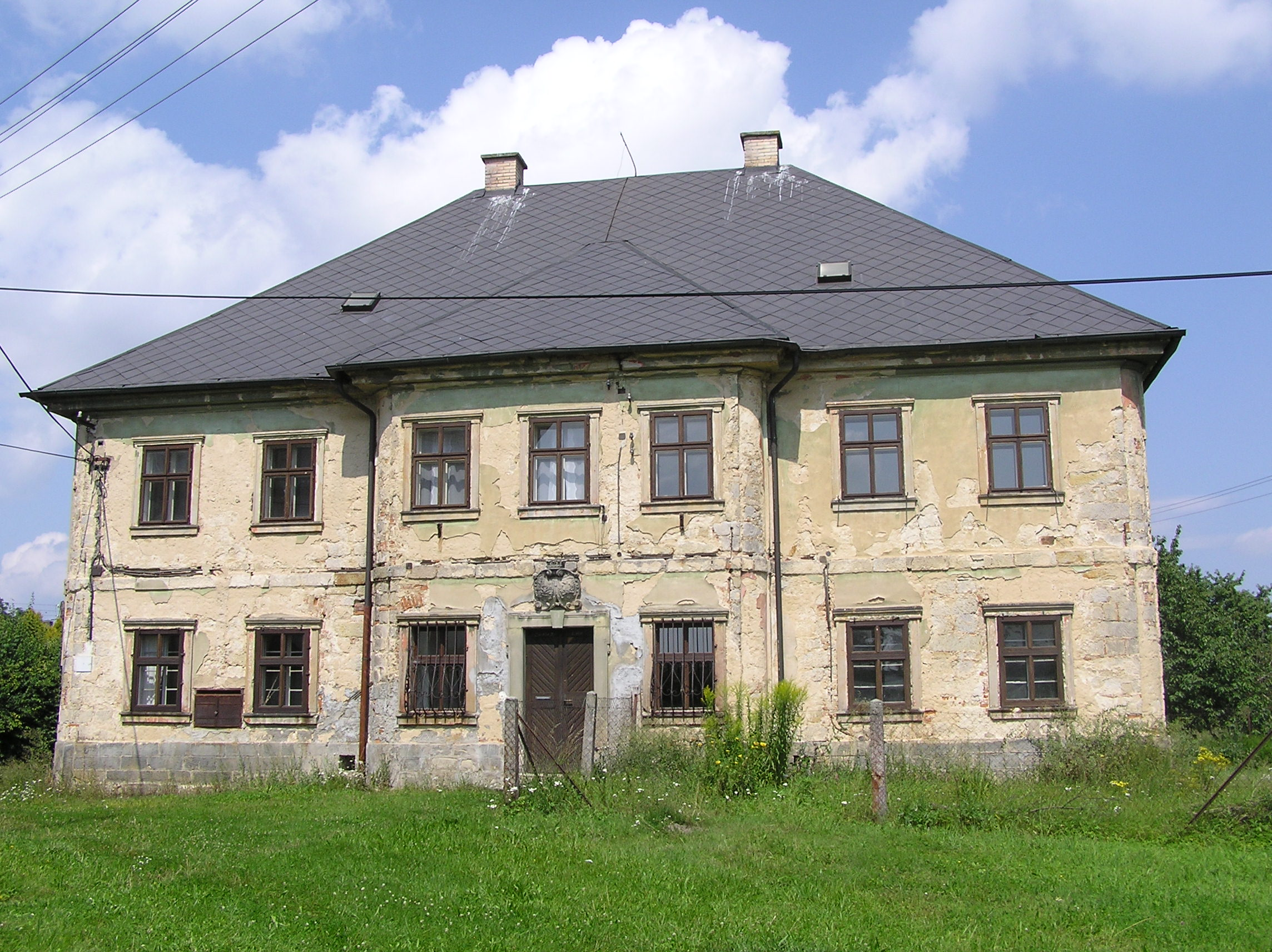
Fara